# Liste des conseillers départementaux de la Haute-Loire
Pour un article plus général, voir Conseil départemental de la Haute-Loire.
Cet article établit la liste des conseillers départementaux de la Haute-Loire, ainsi que celle des anciens conseillers généraux.

## Période 2015-2021

### Liste des conseillers départementaux de la Haute-Loire
| Cantons                          | Conseillers départementaux  | Parti | Parti |
| -------------------------------- | --------------------------- | ----- | ----- |
| Aurec-sur-Loire                  | Florence Teyssier           |       | DVD   |
| Aurec-sur-Loire                  | Daniel Tonson               |       | DVD   |
| Bas-en-Basset                    | Joseph Chapuis              |       | LR    |
| Bas-en-Basset                    | Blandine Proriol            |       | LR    |
| Boutières                        | Jean-Pierre Marcon          |       | UDI   |
| Boutières                        | Brigitte Renaud             |       | DVD   |
| Brioude                          | Michel Bergougnoux          |       | LR    |
| Brioude                          | Sophie Courtine             |       | UDI   |
| Deux Rivières et Vallées         | Yves Braye                  |       | UDI   |
| Deux Rivières et Vallées         | Marylène Mancini            |       | DVD   |
| Emblavez-et-Meygal               | Raymond Abrial              |       | DVG   |
| Emblavez-et-Meygal               | Cécile Gallien              |       | UDI   |
| Gorges de l'Allier-Gévaudan      | Michel Brun                 |       | DVD   |
| Gorges de l'Allier-Gévaudan      | Marie Thérèse Roubaud       |       | DVD   |
| Mézenc                           | Philippe Delabre            |       | UDI   |
| Mézenc                           | Nathalie Rousset            |       | DVD   |
| Monistrol-sur-Loire              | François Berger             |       | UDI   |
| Monistrol-sur-Loire              | Christelle Michel Déléage   |       | DVD   |
| Pays de Lafayette                | Annie Ricoux                |       | LR    |
| Pays de Lafayette                | Jean-Pierre Vigier          |       | UDI   |
| Plateau du Haut-Velay granitique | Bernard Brignon             |       | UDI   |
| Plateau du Haut-Velay granitique | Marie-Agnès Petit           |       | LR    |
| Le Puy-en-Velay-1                | Marc Boléa                  |       | UDI   |
| Le Puy-en-Velay-1                | Christiane Mosnier          |       | UDI   |
| Le Puy-en-Velay-2                | Corinne Bringer             |       | DVD   |
| Le Puy-en-Velay-2                | Jean-Paul Vigouroux         |       | DVD   |
| Le Puy-en-Velay-3                | Laure Blée                  |       | PS    |
| Le Puy-en-Velay-3                | André Cornu                 |       | PS    |
| Le Puy-en-Velay-4                | Pierre Robert               |       | DVD   |
| Le Puy-en-Velay-4                | Christelle Valantin         |       | DVD   |
| Saint-Paulien                    | Michel Joubert              |       | UDI   |
| Saint-Paulien                    | Marie Pierre Vincent        |       | UDI   |
| Sainte-Florine                   | Nicole Chassin              |       | PS    |
| Sainte-Florine                   | Pascal Gibelin              |       | PS    |
| Velay volcanique                 | Michel Decolin              |       | UDI   |
| Velay volcanique                 | Marie-Laure Soulier-Mugnier |       | DVD   |
| Yssingeaux                       | Jean-Noël Barrot            |       | MoDem |
| Yssingeaux                       | Madeleine Dubois            |       | UDI   |

## Période 2011-2015

### Composition du Conseil général de la Haute-Loire
| Parti                                | Sigle | Élus |
| ------------------------------------ | ----- | ---- |
| Majorité (27 sièges)                 |       |      |
| Union des démocrates et indépendants | UDI   | 16   |
| Divers droite                        | DVD   | 6    |
| Union pour un mouvement populaire    | UMP   | 5    |
| Opposition (8 sièges)                |       |      |
| Parti socialiste                     | PS    | 5    |
| Divers gauche                        | DVG   | 2    |
| Europe Écologie Les Verts            | EELV  | 1    |
| Président du Conseil général         |       |      |
| Jean-Pierre Marcon (UDI)             |       |      |

### Liste des conseillers généraux de la Haute-Loire
| Canton                           | Circ | Conseiller général        | Parti | Série |
| -------------------------------- | ---- | ------------------------- | ----- | ----- |
| Arrondissement de Brioude        |      |                           |       |       |
| Canton d'Auzon                   | 2    | Nicole Chassin            | PS    | 2011  |
| Canton de Blesle                 | 2    | Robert Romeuf             | UDI   | 2011  |
| Canton de Brioude-Nord           | 2    | Jean-Noël Lhéritier       | PS    | 2011  |
| Canton de Brioude-Sud            | 2    | Philippe Vignancour       | UDI   | 2008  |
| Canton de La Chaise-Dieu         | 2    | Robert Flauraud           | UDI   | 2008  |
| Canton de Langeac                | 2    | Guy Vissac                | UMP   | 2008  |
| Canton de Lavoûte-Chilhac        | 2    | Jean-Pierre Vigier (père) | UDI   | 2011  |
| Canton de Paulhaguet             | 2    | Jacques Roustide          | UDI   | 2008  |
| Canton de Pinols                 | 2    | Daniel Estieu             | DVD   | 2008  |
| Canton de Saugues                | 2    | Marie-Claude Coufort      | UDI   | 2013  |
| Arrondissement du Puy-en-Velay   |      |                           |       |       |
| Canton d'Allègre                 | 2    | Marie-Agnès Petit         | UMP   | 2008  |
| Canton de Cayres                 | 2    | Marc Mouret               | UMP   | 2008  |
| Canton de Craponne-sur-Arzon     | 2    | Jean-Pierre Morgat        | DVD   | 2008  |
| Canton de Fay-sur-Lignon         | 1    | Gérard Roche              | UDI   | 2011  |
| Canton de Loudes                 | 2    | Michel Joubert            | UDI   | 2011  |
| Canton du Monastier-sur-Gazeille | 1    | André Nicolas             | DVG   | 2008  |
| Canton de Pradelles              | 2    | Jean-Louis Reynaud        | DVD   | 2011  |
| Canton du Puy-en-Velay-Est       | 1    | Jean-Claude Ferret        | PS    | 2011  |
| Canton du Puy-en-Velay-Nord      | 2    | Gérard Convert            | PS    | 2008  |
| Canton du Puy-en-Velay-Ouest     | 2    | Christiane Mosnier        | UDI   | 2011  |
| Canton du Puy-en-Velay-Sud-Est   | 1    | Pierre Robert             | UMP   | 2008  |
| Canton du Puy-en-Velay-Sud-Ouest | 2    | Marc Boléa                | UDI   | 2008  |
| Canton de Saint-Julien-Chapteuil | 1    | Raymond Abrial            | DVG   | 2011  |
| Canton de Saint-Paulien          | 2    | Jean Boyer                | UDI   | 2011  |
| Canton de Solignac-sur-Loire     | 2    | Michel Decolin            | UDI   | 2011  |
| Canton de Vorey                  | 1    | Georges Boit              | UMP   | 2008  |
| Arrondissement d'Yssingeaux      |      |                           |       |       |
| Canton d'Aurec-sur-Loire         | 1    | Guy Vocanson              | PS    | 2008  |
| Canton de Bas-en-Basset          | 1    | Joseph Chapuis            | DVD   | 2008  |
| Canton de Monistrol-sur-Loire    | 1    | François Berger           | UDI   | 2011  |
| Canton de Montfaucon-en-Velay    | 1    | Jean-Pierre Marcon        | UDI   | 2011  |
| Canton de Retournac              | 1    | Pierre Astor              | DVD   | 2008  |
| Canton de Saint-Didier-en-Velay  | 1    | Michel Driot              | DVD   | 2011  |
| Canton de Sainte-Sigolène        | 1    | Yves Braye                | UDI   | 2008  |
| Canton de Tence                  | 1    | Jacqueline Decultis       | EELV  | 2011  |
| Canton d'Yssingeaux              | 1    | Madeleine Dubois          | UDI   | 2011  |

### Anciens conseillers généraux

#### XIXesiècle
- Jean-Louis-Gaspard de Cassagnes de Beaufort de Miramon (1778-1816), chambellan de Napoléon Ier en 1809, maire de Paulhac, comte de l'Empire en 1810, préfet de l'Eure en 1813 puis de l'Indre-et-Loire en 1815 ;
- Hector du Lac de la Tour d'Aurec[1] (1777-1826), ancien officier des dragons, membre de l'Académie de Lyon et de la Société des Beaux-Arts de Montauban ;
- César de La Tour-Maubourg (1820-1886), conseiller général de Fay-le-Froid (Second Empire), maire de Saint-Maurice-de-Lignon
député de la Haute-Loire au Corps législatif.

#### XXesiècle
- Paul Antier ;
- Jacques Barrot ;
- Jean-Paul Chambriard ;
- Adrien Gouteyron ;
- Augustin Michel ;
- Régis Ploton.